# Chorizanthe flavescens
Chorizanthe flavescens är en slideväxtart som beskrevs av Rodolfo Amando Philippi. Chorizanthe flavescens ingår i släktet Chorizanthe och familjen slideväxter. Inga underarter finns listade i Catalogue of Life.